# Nazionale femminile di rugby a 7 della Colombia
La nazionale di rugby a 7 femminile della Colombia è la selezione femminile che rappresenta la Colombia a livello internazionale nel rugby a 7.
La Colombia finora non ha partecipato ad alcuna edizione della Coppa del Mondo femminile né delle World Rugby Sevens Series femminili. Nonostante la sua assenza dalle maggiori competizioni internazionali, la selezione colombiana è riuscita a centrare la qualificazione alle Olimpiadi di Rio de Janeiro 2016 vincendo per la prima volta il Campionato sudamericano nel 2015.

## Palmarès
- Giochi panamericani

Lima 2019: medaglia di bronzo
- Giochi centramericani e caraibici

Veracruz 2014: medaglia d'oro
Barranquilla 2018: medaglia d'oro
- Seven Sudamericano: 1

2015

## Partecipazioni ai principali tornei internazionali
- 2016: 12º posto

- 2015: 6º posto
- 2019:  3º posto

- 2014: 4º posto
- 2018: 4º posto

- 2014:  1º posto
- 2018:  1º posto